# Atakişili
Atakişili è un comune dell'Azerbaigian situato nel distretto di Kürdəmir.